# Плинер, Эдуард Георгиевич
Эдуард Георгиевич Плинер (13 июня 1936 года, Свердловск, РСФСР, СССР ― 25 октября 2016 года, США) ― советский и российский спортсмен, тренер по фигурному катанию. Заслуженный тренер РСФСР.

## Биография
Начал заниматься фигурным катанием в 14 лет. Чемпион РСФСР (1953—1955). С 1955 года тренировался в «Динамо». Был участником трёх первенств СССР (6-е место, 1957; 4-е место, 1958; 5-е место, 1959). Победителем первых соревнований на приз имени Николая Панина (1957, Ленинград). Участником лично-командного первенства Москвы (4-е место, 1958) и международных соревнований (4-е место, 1958, Москва). Выиграл Кубок имени С. М. Кирова, входил в состав сборной СССР, был удостоен звания мастера спорта СССР.
В 1959 году окончил Государственный Центральный институт физической культуры (ГЦОЛИФК), имел учёную степень магистра спортивных наук.
Завершив спортивную карьеру, перешёл на тренерскую работу. Тренер, старший тренер ДСО «Локомотив» (Москва). С 1959 года старший тренер физкультурно-спортивного общества «Динамо», старший тренер Стадиона юных пионеров. За годы своей тренерской карьеры, подготовил ряд крупных спортсменов, самыми известными из которых являются:
- Наталья Бестемьянова — Олимпийская чемпионка 1988 года;
- Кира Иванова — бронзовый призёр Олимпийских игр 1984 года;
- Анна Кондрашова — серебряный призёр чемпионата мира 1984 года;
- Наталья Лебедева — серебряный призёр чемпионатов Европы 1989 и 1990 годов;
- Юрий Бурейко — серебряный призёр чемпионата мира 1981 года среди юниоров;
- Константин Костин — серебряный призёр чемпионата мира 1992 года среди юниоров,
- Элене Гедеванишвили — двукратный бронзовый призёр чемпионатов Европы (2010 и 2012).

Также его воспитанницей была известный тренер Этери Тутберидзе. Вот как она вспоминала о тренере:

«…Он был очень строгим, но никогда не кричал. Если требовал, то это не обсуждалось. Помню, как Эдуард Георгиевич просил: „Прыгай и не отводи от меня взгляд“. И никто не отводил. Мы просто не могли его ослушаться. Плинер был немногословен, но умел так объяснять, что любой элемент получался легко, без всяких усилий. Другие тренеры подолгу растолковывали, но ты не понимал, как это нужно сделать. Неудачные попытки перерастали в отчаяние, казалось, что жизнь заканчивается, что ничего и никогда не выйдет. И тут приходил Плинер в своих унтах, что-то показывал, шептал, проводил по спине рукавицей, поворачивал твоё плечо, и всё оказывалось настолько просто и логично, как выдох. Это особый дар»— 
С 1991 по 1992 год работал по приглашению тренером по фигурному катанию в Австрии, Нидерландах, Чехии, Югославии, Германии и в других странах. В 1993 году он начал работать на Колониальный клуб фигурного катания (CFSC) в Боксборо, штат Массачусетс, США. Был награжден Золотым знаком Международного профессионального союза конькобежцев (IPSU). Жил в городе Литтлтон, штат Массачусетс.
Жена — Евгения Николаевна Зеликова, тренер по фигурному катанию.